# Młoda Ekstraklasa (2007/2008)
Młoda Ekstraklasa 2007/2008 (oficjalny skrót MESA) – był to pierwszy w historii polskiej piłki nożnej sezon ligowych rozgrywek piłkarskich, przeznaczonych dla drużyn młodzieżowych. Organizatorem zmagań była Ekstraklasa SA oraz PZPN, a zwycięzca rywalizacji – Wisła Kraków uhonorowany został oficjalnym tytułem „Mistrza Młodej Ekstraklasy”.

## Opis rozgrywek
Początkowo w rozgrywkach miały brać udział reprezentacje młodzieżowe wszystkich drużyn z Orange Ekstraklasy. Jednak w maju 2007 decyzję o nieprzystąpieniu do nich podjęły władze Widzewa Łódź, w związku z czym w rozgrwkach uczestniczyło 15 klubów.
Kadry zawodnicze poszczególnych ekip składały się z piłkarzy urodzonych po 1 stycznia 1986, jednak nie młodszych niż 16 lat (kategoria junior starszy). Regulamin rozgrywek dopuszczał jednak możliwość zgłoszenia do drużyny kadry do trzech zawodników przekraczających górną granicę wiekową (21 lat).

## Sędziowie
Poniżej znajduje się lista sędziów, którzy prowadzili mecze Młodej Ekstraklasy:

- Tomasz Musiał (Kraków)
- Przemysław Pietraszkiewicz (Bytom)
- Mariusz Wrażeń (Gorlice)
- Cezary Smoleński (Suwałki)
- Robert Jachura (Kraków)
- Sebastian Tarnowski (Wrocław)
- Marian Szczupak (Częstochowa)
- Witold Romanowski (Wadowice)
- Mariusz Stolarz (Brzesko)
- Grzegorz Pożarowszczyk (Lublin)
- Piotr Szczypiński (Olsztyn)
- Albert Smalcerz (Sosnowiec)
- Andrzej Mrowiec (Katowice)
- Grzegorz Dubiel (Kraków)
- Filip Robak (Kielce)
- Wojciech Tokarz (Przemyśl)

## Rozgrywki
Pierwszy sezon rozgrywek Młodej Ekstraklasy został zainaugurowany 28 lipca 2007, meczem Ruch Chorzów – Dyskobolia Grodzisk Wlkp. wygranym przez ekipę gości 2:1.
Zwycięzcą rozgrywek w pierwszym sezonie została młodzieżowa drużyna Wisły Kraków, pokonując w decydującym meczu 1:0 Koronę Kielce. Zwycięską bramkę zdobył w 90+3. minucie Kamil Jeleń. Królem strzelców pierwszego sezonu został zawodnik Górnika Zabrze – Marcin Wodecki.

## Ostateczna tabela
| Poz. | Klub                             | M  | Pkt. | Mecze | Mecze | Mecze | Bramki | Bramki |
| Poz. | Klub                             | M  | Pkt. | zwy.  | rem.  | por.  | zdob.  | stra.  |
| ---- | -------------------------------- | -- | ---- | ----- | ----- | ----- | ------ | ------ |
| 1.   | Wisła Kraków                     | 28 | 56   | 17    | 5     | 6     | 53     | 30     |
| 2.   | Korona Kielce                    | 28 | 54   | 17    | 3     | 8     | 48     | 23     |
| 3.   | Cracovia                         | 28 | 52   | 16    | 4     | 8     | 48     | 32     |
| 4.   | Lech Poznań                      | 28 | 49   | 14    | 7     | 7     | 45     | 29     |
| 5.   | GKS Bełchatów                    | 28 | 46   | 13    | 7     | 8     | 41     | 31     |
| 6.   | Dyskobolia Grodzisk Wielkopolski | 28 | 43   | 12    | 7     | 9     | 37     | 37     |
| 7.   | Legia Warszawa                   | 28 | 41   | 11    | 8     | 9     | 46     | 40     |
| 8.   | Zagłębie Lubin                   | 28 | 40   | 11    | 7     | 10    | 47     | 34     |
| 9.   | Ruch Chorzów                     | 28 | 38   | 12    | 2     | 14    | 49     | 46     |
| 10.  | Górnik Zabrze                    | 28 | 32   | 9     | 5     | 14    | 43     | 49     |
| 11.  | Odra Wodzisław Śląski            | 28 | 31   | 8     | 7     | 13    | 36     | 45     |
| 12.  | ŁKS Łódź                         | 28 | 31   | 8     | 7     | 13    | 30     | 43     |
| 13.  | Zagłębie Sosnowiec               | 28 | 30   | 8     | 6     | 14    | 25     | 53     |
| 14.  | Polonia Bytom                    | 28 | 23   | 6     | 5     | 17    | 18     | 52     |
| 15.  | Jagiellonia Białystok            | 28 | 22   | 6     | 4     | 18    | 29     | 51     |

## Najlepsi strzelcy
17  Marcin Wodecki (Górnik Zabrze)
16  Artur Sobiech (Ruch Chorzów)
11  Jacek Kiełb (Korona Kielce), Michał Zapaśnik (Zagłębie Lubin)

## Statystyki
- w 210. meczach strzelono 595 bramek (średnia: 2,83).
- 88 (41,90%) spotkań zakończyło się zwycięstwem gospodarza, 77 (36,67%) gościa, a 45 (21,43%) nie rozstrzygnięto.
- pierwsza bramka sezonu padła w 33. minucie meczu Ruch Chorzów – Dyskobolia Grodzisk Wlkp. Jej autorem był Łukasz Janoszka.
- najwięcej bramek padło w meczach z udziałem Ruchu Chorzów. W 28. spotkaniach tej drużyny kibice obejrzeli ich aż 95, co daje średnią 3,39 na mecz.
- najmniej bramek padło w meczach z udziałem Polonii Bytom. W 28. spotkaniach kibice obejrzeli ich tylko 70, co daje średnią 2,5 na mecz.